# Panzerfaust 3
Il lanciarazzi Dynamit-Nobel Panzerfaust 3 è l'ultimo dei discendenti della famiglia dei lanciarazzi anticarro tedeschi e ha goduto di un successo commerciale notevole. Come rilevato dal confronto con il LAW-80 inglese e con l'Apilas francese, questo sistema di gran lunga più semplice e più economico può contare su molti più utenti rispetto ai suoi rivali europei.

## Caratteristiche
Dotato di una struttura molto più moderna dei Panzerfaust del periodo bellico, non ne rinnega la filosofia. Esso infatti, se pure dotato di sofisticati sistemi di puntamento (si noti che i congegni di puntamento sono staccabili e agganciabili ad altri lanciarazzi), non è altro che un tubo di lancio, capace di sparare entro distanze relativamente brevi una testata di calibro maggiore rispetto al tubo, che ha un calibro di 60 mm; la testata ha un calibro che si aggira intorno ai 110 mm. Molto potente ma con una gittata (sacrificata rispetto alla potenza) relativamente limitata, che non supera i 300 metri, è un'arma idonea per l'utilizzo su brevi distanze.
Il congegno di puntamento, l'unica parte riutilizzabile dell'arma, pesa ben 2,4 kg ed è staccabile dal tubo che invece è del tipo "usa e getta". Il congegno di puntamento è quindi dotato di un sistema di mira con ingrandimento x2,54, e tacche di mira per valutare la distanza del bersaglio. Il lanciarazzi può essere usato anche in ambienti chiusi, perché dotato di appena 70 g di carica di lancio, che gli garantiscono una velocità iniziale minima di 152 m/s, mentre il motore del razzo si accende solo dopo alcuni metri di volo.
Contro un bersaglio statico le percentuali di tiro a segno sono eccellenti, del 90% a 300 m e persino del 95% a 200 m (sagoma 2,3 x 2,3 m).
La capacità di perforazione è di circa 700 mm. L'Esercito tedesco lo ha introdotto in numerosi esemplari, ma anche altre nazioni hanno fatto lo stesso. L'Esercito italiano, dopo aver valutato altri lanciarazzi di fabbricazione europea quali l'Apilas ed il LAW-80, entrambi assai più complessi e costosi, ha ordinato ben 17.000 esemplari di questo modello.
L'evoluzione, assai facile di un sistema di questo tipo, si basa principalmente su di un munizionamento migliorato, come il razzo con 2 testate in tandem HEAT, dove la prima carica con un calibro di 125 mm è in grado di perforare corazze che raggiungono i 900 mm e la seconda è in grado di perforare 90 mm più altri 550 mm. Sebbene non sia necessariamente capace di distruggere i carri occidentali di ultima generazione colpendoli sul lato anteriore della torretta, ha comunque una potenza da tre a cinque volte maggiore dei razzi del tipo M72 e RPG-7. È quindi disponibile un munizionamento polivalente con una gittata massima che si aggira intorno ai 1.500 metri e con una capacità di perforazione di 400 mm, un munizionamento illuminante con un raggio d'azione da 2.000 metri e 750.000 candele ed infine un munizionamento fumogeno con gittata da 1.500 metri.
Nonostante la rilevanza di queste prestazioni ed i miglioramenti del sistema di puntamento, adattato soprattutto per i tiri notturni, l'utilizzo di questi lanciarazzi da 12 kg (che arrivano a pesare fino a 15 kg nelle ultime versioni) non riutilizzabili suscita perplessità a causa delle difficoltà di trasporto da parte della fanteria, oltre che per il costo estremamente elevato ed un raggio utile ridotto.

## Curiosità
- Nel terzo episodio dell'anime giapponese Gate: jieitai kano chi nite, kaku tatakaeri, un soldato delle Forze di Autodifesa giapponesi (JSDF), arrivato insieme ai suoi compagni in un altro mondo tramite un misterioso portale di origine sconosciuta, durante una battaglia riesce a mozzare il braccio ad un enorme drago di fuoco proprio tramite un Panzerfaust 3.

## Utilizzatori
- Germania
- Belgio
- Austria
- Italia[5]
- Giappone[6]
- Svizzera
- Perù
- Paesi Bassi
- Corea del Sud

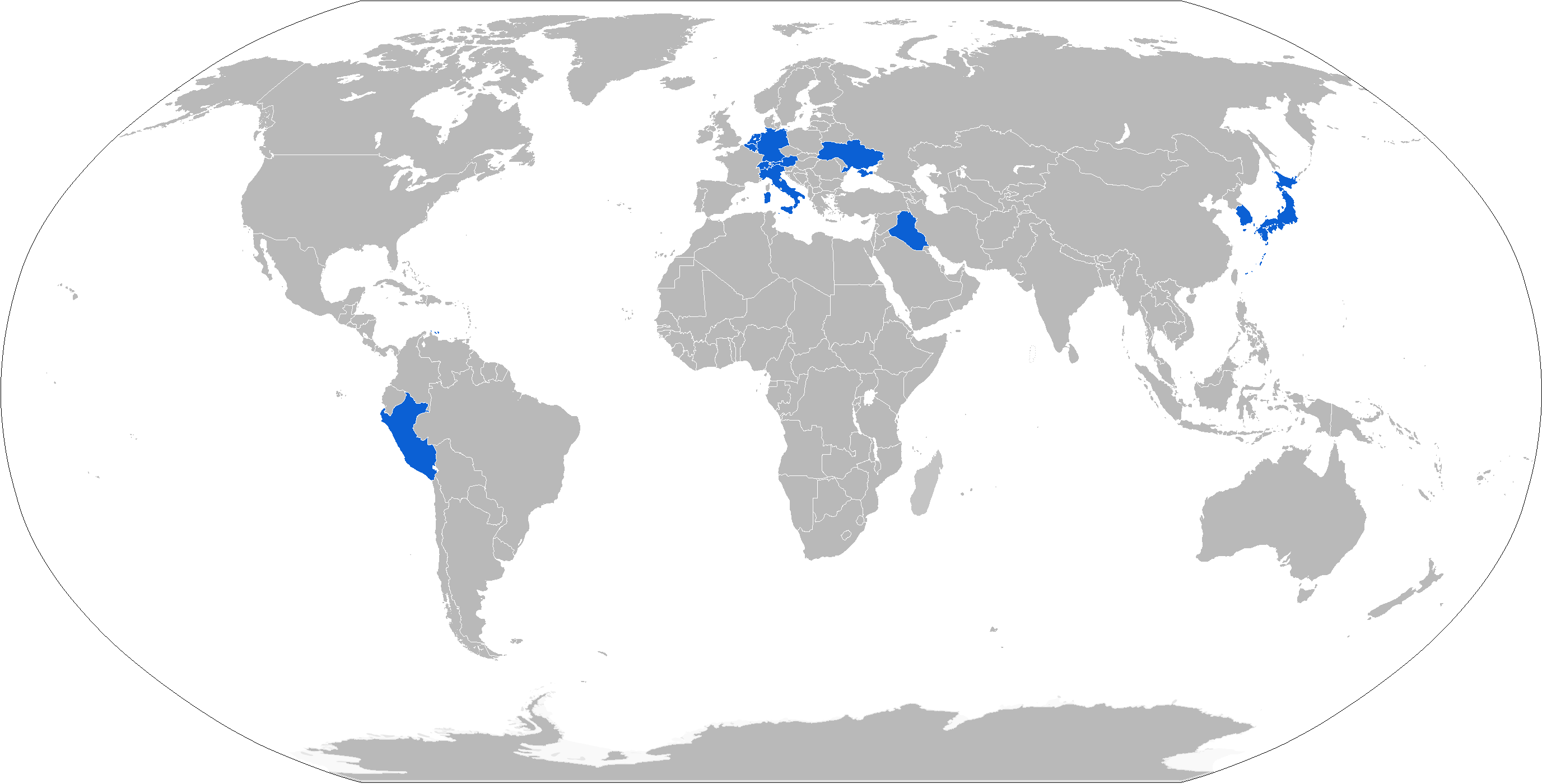
Paesi utilizzatori in blu

- Ucraina: forniti da Germania e Italia durante l'invasione russa dell'Ucraina.[7][8]